# آتش خودی (ترانه)
«آتش خودی» (انگلیسی: Friendly Fire) ترانه‌ای از گروه راک آمریکایی لینکین پارک است. این ترانه در ابتدا در طی هفتمین آلبوم استودیویی آنها یک نور دیگر (۲۰۱۷) ضبط شد، سپس به صورت رسمی در ۲۳ فوریه ۲۰۲۴ به عنوان تک‌آهنگ آغازین آلبوم پیپرکاتس (کلکسیون تک‌آهنگ‌های ۲۰۰۰–۲۰۲۳) منتشر شد که شامل ترانه‌های ضبط شده با حضور چستر بنینگتون است که پیش از مرگش در سال ۲۰۱۷ ضبط شده بودند. «آتش خودی» بیستمین و آخرین ترانه این آلبوم است.

## جدول‌های موسیقی
| جدول (۲۰۲۴)                                         | بالاترین جایگاه |
| --------------------------------------------------- | --------------- |
| ترانه‌های دیجیتال استرالیا (ای‌آرآی‌ای)                | ۳۹              |
| اتریش (او۳ تاپ ۴۰ اتریش)                            | ۶۲              |
| راک کانادا (بیلبورد)                                | ۱۷              |
| جمهوری چک (رادیو – تاپ ۱۰۰)                         | ۴               |
| جمهوری چک (۱۰۰ تک‌آهنگ دیجیتال برتر)                 | ۴۳              |
| استونی ایرپلی (تاپ‌هیت)                              | ۴۷              |
| فرانسه (اس‌ان‌ئی‌پی)                                   | ۱۹۷             |
| رادیو فرانسه (اس‌ان‌ئی‌پی)                             | ۹               |
| آلمان (جدول‌های رسمی آلمان)                          | ۴۰              |
| تک‌آهنگ‌های داغ خارجی ژاپن (بیلبورد ژاپن)             | ۱۶              |
| تک‌آهنگ‌های داغ نیوزیلند (آرام‌ان‌زی)                   | ۱۱              |
| پرتغال (ای‌اف‌پی)                                     | ۱۴۳             |
| اسلواکی (رادیو – ۱۰۰ آهنگ برتر)                     | ۹۸              |
| اسلواکی (۱۰۰ تک‌آهنگ دیجیتال برتر)                   | ۷۷              |
| سوئیس (شوایزر هیت‌پاراد)                             | ۶۰              |
| تک‌آهنگ‌های فیزیکی بریتانیا (اوسی‌سی)                  | ۱۰              |
| دانلود تک‌آهنگ‌های بریتانیا (اوسی‌سی)                  | ۲۸              |
| فروش تک‌آهنگ‌های بریتانیا (اوسی‌سی)                    | ۳۱              |
| ایالات متحده فوران‌کننده زیر ۱۰۰ آهنگ داغ (بیلبورد)  | ۲               |
| ترانه‌های دیجیتال ایالات متحده (بیلبورد)             | ۲۲              |
| ترانه‌های داغ راک و آلترناتیو ایالات متحده (بیلبورد) | ۱۳              |
| ایرپلی راک ایالات متحده (بیلبورد)                   | ۱               |
| ونزوئلا (گزارش ضبط)                                 | ۴۲              |

## تاریخچه انتشار
| منطقه   | تاریخ         | فرمت                  | ناشر  | منابع  |
| ------- | ------------- | --------------------- | ----- | ------ |
| مختلف   | ۲۳ فوریه ۲۰۲۴ | دانلود دیجیتال استریم | وارنر | [ ۲۴ ] |
| آلمان   | ۲۳ فوریه ۲۰۲۴ | سی‌دی تک‌آهنگ           | وارنر | [ ۲۵ ] |
| ایتالیا | ۲۳ فوریه ۲۰۲۴ | رادیو ایرپلی          | وارنر | [ ۲۶ ] |